# 스틸하트

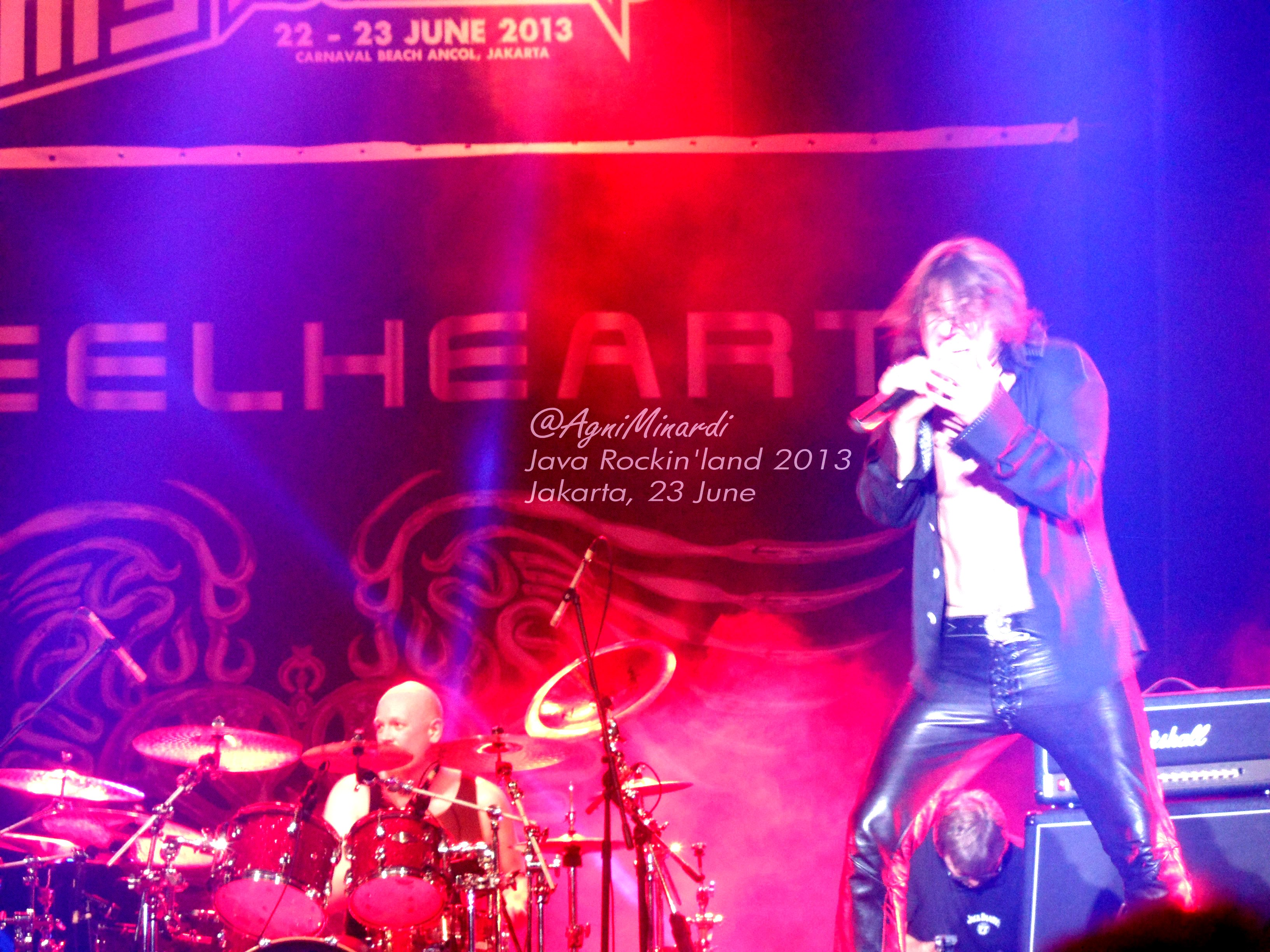
스틸하트

스틸하트(Steelheart)는 1990년에 결성된 미국의 헤비 메탈 밴드이다. 밀젠코 마티예비치가 보컬리스트로 몸담았던 이 밴드는 호소력 있는 메탈 음악을 선보여 외국보다는 한국에서 많은 인기를 얻었다. 데뷔 앨범으로 〈Steelheart〉를 발표하였다. 강철 심장을 디자인한 로고를 재킷에 담은 이 앨범은 호소력 진한 노래 〈She's Gone〉이 큰 인기를 얻었으며, 깔끔한 메탈 사운드로 채색된 〈I'll Never Let You Go〉, 〈Can't Stop Me Lovin You〉 등이 호평을 받았다. 1992년에는 2집 《Tangled In Reins》를 발표하여 마이크 어머니의 죽음을 직접 목격한 슬픈내용을 담은 〈Mama Don't You Cry〉와 1집에서 많은 히트를 거두었던 〈She's Gone〉을 라이브로 수록한 작품이 인기를 얻었다.

## 음반
- Steelheart (1990)
- Tangled in Reins (1992)
- Wait (1996)
- Good 2B Alive (2008)
- Through Worlds of Stardust (2017)